# Pseudosiphoninella
Pseudosiphoninella es un género de foraminífero bentónico de la subfamilia Reinholdellinae, de la familia Ceratobuliminidae, de la superfamilia Ceratobuliminoidea, del suborden Robertinina y del orden Robertinida. Su especie tipo es Siphoninella antiqua. Su rango cronoestratigráfico abarca desde el Tithoniense (Jurásico superior) hasta el Valanginiense (Cretácico inferior).

## Clasificación
Pseudosiphoninella incluye a las siguientes especies:
- Pseudosiphoninella antiqua †
- Pseudosiphoninella spinae †